# Fritz Arno Wagner
Fritz Arno Wagner (5 de dezembro de 1889 - 18 de agosto de 1958) foi um cineasta alemão. É considerado um dos mais aclamados cineastas dos anos 1920 a 1950. Ele desempenhou um papel chave no Expressionismo alemão durante a república de Weimar.